# Línea 1 (Urbanos de Rivas-Vaciamadrid)
La línea 1 de la red de autobuses urbanos de Rivas-Vaciamadrid une el barrio de La Luna con Rivas Pueblo.

## Características
Es la única línea urbana del municipio. Esta ruta comunica entre sí los puntos neurálgicos de Rivas-Vaciamadrid, como las tres estaciones de metro, o el centro comercial H2O, entre otros.
La línea circula exclusivamente por el término municipal de Rivas-Vaciamadrid. Como bien se expresa en la numeración interna del CRTM, recibe el número 1123. El primer dígito corresponde a la línea, en este caso la línea 1. Y los últimos tres dígitos corresponden al municipio por el que circula, en este caso 123 corresponde al municipio de Rivas-Vaciamadrid.
La línea mantiene los mismos horarios todo el año (exceptuando las vísperas de festivo y festivos de Navidad).
Está operada por la empresa La Veloz mediante la concesión administrativa VCM-301 - Madrid – Valdelaguna – San Martín de la Vega (Viajeros Comunidad de Madrid) del Consorcio Regional de Transportes de Madrid.

### Frecuencias
| Salida de Barrio de La Luna (Av. Ocho de Marzo) |
| Lunes a viernes laborables                      |
| A 6:00 - 6:35 - 7:10 - 7:35 - 8ː00 - 8:00       |
| De 8:25 a 14:15 cada 25 minutos                 |
| A 14:22                                         |
| De 14:40 a 21:45 cada 25 minutos                |
| Sábados laborables, domingos y festivos         |
| De 6:00 a 21:57 cada 33 minutos                 |

| Salida de Rivas-Pueblo (Av. Francia)    |
| Lunes a viernes laborables              |
| A 6:25 - 6:55 - 7:30                    |
| De 8:00 a 14:15 cada 25 minutos         |
| A 14:25                                 |
| De 14:40 a 22:35 cada 25 minutos        |
| Sábados laborables, domingos y festivos |
| De 6:00 a 21:57 cada 33 minutos         |

1. ↑  Desde la estación Rivas Futura al IES Duque de Rivas, sólo días lectivos.
2. ↑  Sólo días lectivos.
3. ↑  Los días lectivos el servicio de las 7ː55 pasa por la av. Pablo Iglesias y calle Junkal, para dar servicio al IES Las Lagunas, dejando de pasar por el c. c. H2Ocio, av. Aurelio Álvarez, calle Juan Ramón Jiménez y av. José Hierro.
4. ↑  Desde del IES Duque de Rivas a la estación Rivas Futura, sólo días lectivos.

## Recorrido y paradas

### Sentido Rivas Pueblo
| Código | Parada                                       | Común con       | Conexiones con Metro |
| ------ | -------------------------------------------- | --------------- | -------------------- |
| 20824  | Av. Ocho de Marzo - Av. Los Almendros        |                 |                      |
| 18779  | Av. Ocho de Marzo - Ciudad Educativa         | 333             |                      |
| 18780  | Av. Tierra - Av. Ocho de Marzo               | 333             |                      |
| 20276  | Av. Tierra - Dulce Chacón                    | 333             |                      |
| 11610  | P.º Provincias - Ronda de Gijón              | 333             |                      |
| 20708  | P.º Provincias - Av. Víctimas del Terrorismo | 333             |                      |
| 11612  | P.º Provincias - Ronda de Oviedo             | 333             |                      |
| 16069  | P.º Ferrocarril - Est. Rivas Urbanizaciones  | 333             | Rivas-Urbanizaciones |
| 09098  | Av. Covibar - Centro de Salud                | 334             |                      |
| 09100  | Av. Covibar - Instituto                      | 334             |                      |
| 09101  | Av. Miguel Hernández - Los Astros            | 330 331 334     |                      |
| 07518  | Av. Miguel Hernández - Colegio               | 330 331 334     |                      |
| 20496  | Fundición - Polea                            |                 |                      |
| 20497  | Fundición - Martillo                         |                 |                      |
| 19189  | José Saramago - Av. José Hierro              |                 |                      |
| 16716  | Av. José Hierro - José Saramago              |                 |                      |
| 16057  | Av. José Hierro - Emp. Municipal Vivienda    | 332             |                      |
| 20466  | Pensamiento - Av. Pablo Iglesias             |                 |                      |
| 20467  | Pensamiento - Petunia                        |                 |                      |
| 13280  | Av. Ramón y Cajal - Jovellanos               | 331             |                      |
| 13254  | Jovellanos - Ana Mª Matute                   | 334             |                      |
| 18875  | Av. José Hierro - Colegio                    | 334             |                      |
| 18877  | Av. José Hierro - Escuela Infantil           | 334             |                      |
| 20412  | Av. José Hierro - Est. Rivas Futura          | 334             | Rivas Futura         |
| 18880  | Av. Aurelio Álvarez - Est. Rivas Futura      | 331             | Rivas Futura         |
| 21060  | Juan de la Cierva - Prof. Fuster y Menéndez  | 331             |                      |
| 21068  | Juan de la Cierva - María Montessori         | 331             |                      |
| 21062  | Tomás Edison - C. C. H2ocio                  | 331 334         |                      |
| 21063  | Juan Gris - Antonio Gaudí                    | 334             |                      |
| 21070  | Av. Velázquez - Av. 1.º de Mayo              | 334             |                      |
| 21048  | Av. Levante - Cementerio                     | 330 332         |                      |
| 21049  | Av. Levante - Miquel Barceló                 | 330 332         |                      |
| 21051  | Av. Levante - Italia                         | 330 332         |                      |
| 21065  | Av. Levante - Centro Comercial               | 330             |                      |
| 21042  | Miralrío - Av. Cisne                         | 330 332         |                      |
| 21043  | Miralrío - Piscina                           | 330 332         |                      |
| 21044  | Av. Francia - Est. Rivas Vaciamadrid         | 330 332 336 337 | Rivas-Vaciamadrid    |

### Sentido Barrio de la Luna
| Código                                                                                                  | Parada                                       | Común con       | Conexiones con Metro |
| --- | -------------------------------------------- | --------------- | -------------------- |
| 21044                                                                                                   | Av. Francia - Est. Rivas Vaciamadrid         | 330 332 336 337 | Rivas-Vaciamadrid    |
| 21058                                                                                                   | Miralrío - San Isidro                        | 330 332         |                      |
| 21057                                                                                                   | Miralrío - Cisne                             | 330 332         |                      |
| 21066                                                                                                   | Av. Levante - Lago Garda                     | 330             |                      |
| 21050                                                                                                   | Av. Levante - Fernando de Los Ríos           | 330 332         |                      |
| 21035                                                                                                   | Av. Levante - Cristina Iglesias              | 330 332         |                      |
| 21047                                                                                                   | Av. Levante - Cementerio                     | 330 332         |                      |
| Todas las expediciones, salvo la realizada a las 8:00 en días lectivos, realizan las siguientes paradas |                                              |                 |                      |
| 21071                                                                                                   | Av. Velázquez - Av. 1.º de Mayo              | 334             |                      |
| 21064                                                                                                   | Juan Gris - Av. Velázquez                    | 334             |                      |
| 21061                                                                                                   | Tomás Edison - C. C. H2ocio                  | 331 334         |                      |
| 21067                                                                                                   | Juan De La Cierva - María Montessori         | 331             |                      |
| 21059                                                                                                   | Juan De La Cierva - Prof. Fuster Y Menéndez  | 331             |                      |
| 18881                                                                                                   | Av. Aurelio Álvarez - Est. Rivas Futura      | 331             | Rivas Futura         |
| 20413                                                                                                   | Av. José Hierro - Est. Rivas Futura          | 334             | Rivas Futura         |
| 18878                                                                                                   | Av. José Hierro - Clara Sánchez              | 334             |                      |
| 18876                                                                                                   | Av. José Hierro - Jovellanos                 | 334             |                      |
| 13255                                                                                                   | Jovellanos - Av. Pablo Iglesias              | 334             |                      |
| 13279                                                                                                   | Av. Ramón y Cajal - Manzano                  | 331             |                      |
| 12800                                                                                                   | Av. Ramón y Cajal - Instituto                | 331 333         |                      |
| 20468                                                                                                   | Pensamiento - Dalia                          |                 |                      |
| 13274                                                                                                   | Av. Pablo Iglesias - Primavera               | 330 332 334     |                      |
| 16056                                                                                                   | Av. José Hierro - Rosa Chacel                |                 |                      |
| 16717                                                                                                   | Av. José Hierro - José Saramago              |                 |                      |
| 20498                                                                                                   | Fundición - José Saramago                    |                 |                      |
| 18869                                                                                                   | Fundición - César Manrique                   |                 |                      |
| La expedición de las 8:00 en días lectivos realiza las siguientes paradas                               |                                              |                 |                      |
| 19188                                                                                                   | Av. Pablo Iglesias - Agustín Sánchez Millán  | 330 332         |                      |
| 13258                                                                                                   | Av. Pablo Iglesias - Antonio Muñoz Molina    | 330 332         |                      |
| 13256                                                                                                   | Av. Pablo Iglesias - Jovellanos              | 330 332         |                      |
| 13272                                                                                                   | Av. Pablo Iglesias - Orégano                 | 330 331 332 334 |                      |
| 13274                                                                                                   | Av. Pablo Iglesias - Primavera               | 330 331 332 334 |                      |
| 13276                                                                                                   | Av. Pablo Iglesias - Saramago                | 330 331 334     |                      |
| 12617                                                                                                   | Av. Pablo Iglesias - Amapola                 | 330 331 334     |                      |
| 19190                                                                                                   | César Manrique - Junkal                      | 330 333 334     |                      |
| 15874                                                                                                   | Junkal - Acacias                             | 330 333         |                      |
| 15872                                                                                                   | Junkal - Sauces                              | 330 333         |                      |
| Paradas del itinerario común                                                                            |                                              |                 |                      |
| 07516                                                                                                   | Av. Miguel Hernández - Luna                  | 330 331 334     |                      |
| 07517                                                                                                   | Av. Miguel Hernández - Los Astros            | 330 331 334     |                      |
| 09099                                                                                                   | Av. Covibar - Pza. Valencia                  | 334             |                      |
| 07522                                                                                                   | Av. Covibar - Abogados de Atocha             | 334             |                      |
| 12204                                                                                                   | P.º Ferrocarril - Est. Rivas Urbanizaciones  | 330 333         | Rivas-Urbanizaciones |
| 12203                                                                                                   | P.º Provincias - Cáceres                     | 333             |                      |
| 20709                                                                                                   | P.º Provincias - Av. Víctimas del Terrorismo | 333             |                      |
| 11609                                                                                                   | P.º Provincias - Valladolid                  | 333             |                      |
| 20277                                                                                                   | Av. Tierra - Dulce Chacón                    | 333             |                      |
| 18782                                                                                                   | Av. Tierra - Av. Ocho de Marzo               | 333             |                      |
| 18783                                                                                                   | Av. Ocho de Marzo - Ciudad Educativa         | 333             |                      |
| 20824                                                                                                   | Av. Ocho de Marzo - Av. Los Almendros        |                 |                      |

### Servicio Rivas Futura - Instituto Duque de Rivas
| Código | Parada                                      | Común con | Conexión con Metro |
| ------ | ------------------------------------------- | --------- | ------------------ |
| 18881  | Av. Aurelio Álvarez - Est. Rivas Futura     | 331       | Rivas Futura       |
| 19188  | Av. Pablo Iglesias - Agustín Sánchez Millán | 330 332   |                    |
| 13258  | Av. Pablo Iglesias - Antonio Muñoz Molina   | 330 332   |                    |
| 17275  | Miguel Gila - Av. Pablo Iglesias            |           |                    |
| 16063  | Miguel Gila - M. Vázquez Montalbán          | 332       |                    |
| 16065  | Av. Pilar Miró - Bernardo Atxaga            | 331       |                    |
| 16067  | Av. Pilar Miró - José Mª Rodero             | 331       |                    |
| 16612  | Av. Pilar Miró - Nuria Espert               | 331       |                    |
| 15689  | Av. Pilar Miró - José Isbert                | 331       |                    |
| 15687  | Av. Pilar Miró - Carmen Maura               | 331       |                    |
| 13051  | Av. Cerro Del Telégrafo - Manzano           | 331       |                    |
| 13050  | Av. Cerro Del Telégrafo - Av. Ramón y Cajal | 331       |                    |
| 16721  | Av. Ramón y Cajal - Amapola                 | 331 333   |                    |
| 20685  | Av. Ramón y Cajal - Centro Salud            | 331       |                    |
| 11623  | Encina Verde - Colegio                      | 331       |                    |
| 11624  | Aloe - Acebo                                | 331       |                    |
| 09070  | P.º Chopera - Instituto                     | 333       |                    |

### Servicio Instituto Duque de Rivas - Rivas Futura
| Código | Parada                                   | Común con | Conexión con Metro |
| ------ | ---------------------------------------- | --------- | ------------------ |
| 09070  | P.º Chopera - Instituto                  | 333       |                    |
| 12610  | Aloe - Acebo                             | 331       |                    |
| 20470  | Aloe - Torcada                           | 331       |                    |
| 20684  | Av. Ramón y Cajal - Centro Salud         | 331       |                    |
| 16720  | Av. Ramón y Cajal - Amapola              | 331 333   |                    |
| 16055  | Av. Cerro Del Telégrafo - Instituto      | 331       |                    |
| 13052  | Av. Cerro Del Telégrafo - Manzano        | 331       |                    |
| 13053  | Av. Cerro Del Telégrafo - Robledal       | 331       |                    |
| 15688  | Av. Pilar Miró - Jovellanos              | 331       |                    |
| 16611  | Av. Pilar Miró - Adolfo Marsillach       | 331       |                    |
| 16068  | Av. Pilar Miró - María Guerrero          | 331       |                    |
| 16066  | Av. Pilar Miró - Av. Ángel Saavedra      | 331       |                    |
| 16064  | Miguel Gila - Javier Marías              |           |                    |
| 17276  | Miguel Gila - Av. Pablo Iglesias         |           |                    |
| 13259  | Av. Pablo Iglesias - Juan Carlos Onetti  | 330 332   |                    |
| 19187  | Av. Pablo Iglesias - Av. Aurelio Álvarez | 330 332   |                    |
| 18881  | Av. Aurelio Álvarez - Est. Rivas Futura  | 331       | Rivas Futura       |